# Bangalaia alboguttata
Bangalaia alboguttata là một loài bọ cánh cứng trong họ Cerambycidae.